# Кислівка (станція)
Кислівка — залізнична станція у с. Кислівка (Куп'янський район), на ділянці Куп'янськ-Вузловий-Попасна.
Обслуговується приміськими поїздами, а також пасажирськими:
- Лисичанськ — Київ (через Суми),
- Лисичанськ — Хмельницький (через Полтаву, Вінницю)
- Лисичанськ — Харків 2 пари.